# Фијат 2000
Фијат 2000 (итал. Fiat 2000) је први италијански тешки тенк коришћен у Првом светском рату.

## Историјат
Током Првог светског рата Италијанска војска није имала тенковске јединице услед недостатка тенкова. У том тренутку једино решење је било да се покрене сопствена производња тенкова.
Производњу првог италијанског тенка на себе је преузео Фијат 1916. године. Први прототип је представљен војној комисији 23. јуна 1917. Цео тенк је завршен тек 1918.

## Оперативна историја
Тенк је често погрешно називан „најтежијим тенком у Првом светском рату“ пошто тенк никад није коришћен у борбама, једина два примерка која су била прозведена су били прототипови.
После рата тенк је представљан као оружије које је „победило непријатеља“. Два комплетирана прототипа су послата у Либију за борбу против герилаца заједно са другим тенковима набављеним из Француске у специјалној тенковској јединици (итал. 1° Batteria autonoma carri d'assalto).
У Либији се тенк показао јако спорим са просечном брзином од 4 km/h није био у стању да прати непријатеља и после само два месеца је повучен из употребе. Један тенк је остао у Триполију а други је враћен назад у Италију 1919. где је коришћен у паради на римском стадијму.